# Winn (Herrieden)
Winn ist ein Gemeindeteil der Stadt Herrieden im Landkreis Ansbach (Mittelfranken, Bayern). Winn liegt in der Gemarkung Lammelbach.

## Geografie
Das Dorf liegt am Hechelschutzbach (früher auch Sauerbach genannt), einem rechten Zufluss der Altmühl. Es ist umgeben von einer flachhügeligen Ebene bestehend aus Ackerland und Grünland mit vereinzeltem Baumbestand. Eine Gemeindeverbindungsstraße führt nach Thann zur Kreisstraße AN 55 (2,5 km östlich) bzw. an Sauerbach vorbei nach Leibelbach zur AN 54 (2 km nordwestlich).

## Geschichte
Ursprünglich wurde nur der Teil nördlich des Hechelschutzbaches Winn genannt, während der Teil südlich davon Mackew hieß. Beide Orte wurden wahrscheinlich im 10. Jahrhundert gegründet. Der Ortsname Winn leitet sich vom Begriff Gewann ab, womit eine Flurform bezeichnet wurde.
Der Ort gehörte im Heiligen Römischen Reich zum Hochstift Eichstätt und unterstand dem eichstättischen Oberamt Wahrberg-Herrieden. Gegen Ende des 18. Jahrhunderts gab es zwölf Haushalte, von denen neun dem Hochstift Eichstätt, zwei den Herren von Crailsheim zu Sommersdorf und Thann und einer Ansbach untertan waren. Im Zuge der Säkularisation und damit der Auflösung des Hochstifts wurde der Ort 1806 bayerisch und dem Landgericht Herrieden zugeteilt.
Mit dem Gemeindeedikt (frühes 19. Jahrhundert) wurde Winn dem Steuerdistrikt Heuberg und der Ruralgemeinde Lammelbach zugeordnet. Nach dem Verzicht auf die Patrimonialgerichtsbarkeit am 14. April 1848 kamen auch die drei Untertanen der Freiherrn von Crailsheim an das Landgericht Herrieden.
Im Zuge der Gebietsreform in Bayern wurde Winn am 1. Juli 1971 nach Herrieden eingemeindet.

## Einwohnerentwicklung
| Jahr      | 001818 | 001840 | 001861 | 001871 | 001885 | 001900 | 001925 | 001950 | 001961 | 001970 | 001987 |
| Einwohner | 47     | 50     | 70     | 54     | 75     | *77    | *113   | 99*    | *76    | 51     | 52     |
| Häuser    | 10     | 12     |        |        | 12     | *16    | *13    | *15    | *13    |        | 10     |
| Quelle    | [ 11 ] | [ 12 ] | [ 13 ] | [ 14 ] | [ 15 ] | [ 16 ] | [ 17 ] | [ 18 ] | [ 19 ] | [ 20 ] | [ 1 ]  |

## Baudenkmäler
In Winn gibt es fünf Baudenkmäler:
- Marienkapelle, kleiner massiver Satteldachbau, 1853; mit Ausstattung; am südlichen Ortsrand
- Haus Nr. 5: Wohnstallhaus, ursprünglich eingeschossiges giebelständiges Gebäude mit Satteldach, einseitig aufgestockt, teilweise Fachwerk, 1725, mit Hausmadonna, wohl 19. Jahrhundert
- Haus Nr. 8: Bauernhaus, eingeschossiges Gebäude mit Steildach, nördlich Fachwerkgiebel, ausgehendes 18. Jahrhundert
- Haus Nr. 10: Kachelofen mit Eisenplatte, zweite Hälfte 18. Jahrhundert
- Grenzstein, bezeichnet H., wohl 16. Jahrhundert; 200 Meter außerhalb bei der Straße.

## Religion
Der Ort ist römisch-katholisch geprägt und bis heute nach St. Vitus und Deocar (Herrieden) gepfarrt. Die Einwohner evangelisch-lutherischer Konfession sind nach Christuskirche (Herrieden) gepfarrt.